# Delphine de Girardin
Pour les articles homonymes, voir Girardin.
Delphine Gay, épouse de Girardin, née le 4 pluviôse an XII (25 janvier 1804) à Aix-la-Chapelle et morte le 29 juin 1855 à Paris 1er, est une écrivaine, poétesse, nouvelliste, romancière, dramaturge, salonnière et journaliste française.
Elle a exercé une influence personnelle considérable dans la société littéraire de son époque. Son salon à l’hôtel Marbeuf, où se réunissaient les grands écrivains de son temps, comme Théophile Gautier, Honoré de Balzac, Alfred de Musset, Victor Hugo, Lamartine ou encore George Sand, était le plus recherché de son époque.

## Biographie
Delphine Gay est la fille de l’écrivaine et salonnière de renom Sophie Gay, et d’un receveur-général de la Roer. Delphine passe ses premières années et son adolescence à Aix-la-Chapelle, mais fait de fréquents séjours à Paris. Elle est élevée au sein d’une brillante société littéraire par sa mère, qui l’a nommée « Delphine » en hommage au roman de Germaine de Staël, et fait partie avec elle du cercle romantique de Charles Nodier.
À seize ans, « elle se retrouve avec Vigny, Saint-Valry, de Latouche dans le salon d’Émile Deschamps », d’où émane La Muse française dans lequel elle publiera ses premiers poèmes, Mais, bien plus que Chateaubriand, Abel Villemain a été le vrai parrain littéraire de Delphine. En 1822, sur le rapport de ce dernier, l’Académie Française décerne à Delphine une mention particulière pour le poème, le Dévouement des sœurs de Sainte-Camille dans la peste de Barcelone. Trois ans après, il a largement contribué à sa popularité en la chargeant de quêter pour les Grecs.
Lorsqu’elle atteint ses dix-huit ans, ses œuvres et ses publications dans la presse connaissent un grand succès. En 1824, elle publie des Essais poétiques et, 1825, de Nouveaux Essais poétiques. Goethe, qui le lit, en janvier 1827, l’a beaucoup vanté, ajoutant : « Les Français se développent aujourd’hui, et ils méritent d’être étudiés. » Sophie Gay compte surtout sur ces Nouveaux Essais poétiques pour faire obtenir du roi une pension à sa fille. Par l’entremise de Claire de Duras, puis du duc de Doudeauville, des démarches sont entreprises en ce sens.
Le 4 avril 1826, Delphine obtient de présenter son nouveau recueil de poésies au Roi, en audience particulière, obtient une pension de 800 francs sur les fonds de la Liste civile. Après Marceline Desbordes-Valmore, elle est la deuxième femme à bénéficier de ce mécénat jusque-là réservé aux hommes. « Delphine Gay est au sommet de sa gloire : dans « La Vision » elle célèbre le couronnement de Charles X et s’auto proclame « Muse de la Patrie », ».
En 1824, Delphine rencontre Alfred de Vigny, qui la courtise. Elle n’est pas insensible à son charme mais, le jour où le poète s’ouvre à sa mère, entichée de noblesse, de cette alliance qu’il souhaite, il se voit opposer un veto formel devant lequel il s’incline. En 1826, Vigny quitte ses garnisons provinciales, et revient à Paris avec sa femme. Soucieuse d’éviter à sa fille la rencontre dans les milieux amis de Vigny marié, Sophie Gay décidé quelle voyagera avec sa fille en Italie, à l’automne 1827, sous le prétexte que le roi l’aura recommandé à Delphine, lors de son audience, trois plus tôt:237.
Parties à la fin du mois d’aout 1827, Delphine reçoit un accueil triomphal à Lyon, où elles font halte. Marceline Desbordes-Valmore vient à sa rencontre, la trouve « belle, imposante comme la Rachel de la Bible. » et écrit : « En l’examinant avec attention, on ne tombait que sur des perfections, dont l’une suffit à rendre aimable l’être qui la possède. » Au mois d’octobre suivant, lorsque se constitue à Lyon l’Académie provinciale, elle est mise au nombre des cinquante académiciens titulaires:239.
Une fois en Italie, elle rencontre, aux cascades de Terni, Lamartine pour la première fois et l’éblouit. D’elle il écrira que « s’il y avait eu un de ces temples au-dessus de la chute de Terni, on n’aurait pas pu y rêver une Sibylle plus inspirée que cette jeune fille. » Cette impression durera tout sa vie puisqu’il écrira que « Je l’ai aimée jusqu’au tombeau sans jamais songer qu’elle était femme : je l’avais vue déesse à Terni ! »
À Rome, elle écrit le neuvième chant de son poème chrétien, « Magdeleine » et récite, à un grand diner de l’ambassadeur, « Sur le retour des Romains captifs à Alger délivrés par le roi de France », dont le duc de Laval envoie une copie à son ministre. Le 16 avril 1827, elle monte au Capitole, où la compagnie romaine de l’Accademia tiberina la reçoit comme membre. Vers la fin de janvier, à Naples, elle écrit son poème « le
Dernier Jour de Pompéi ».

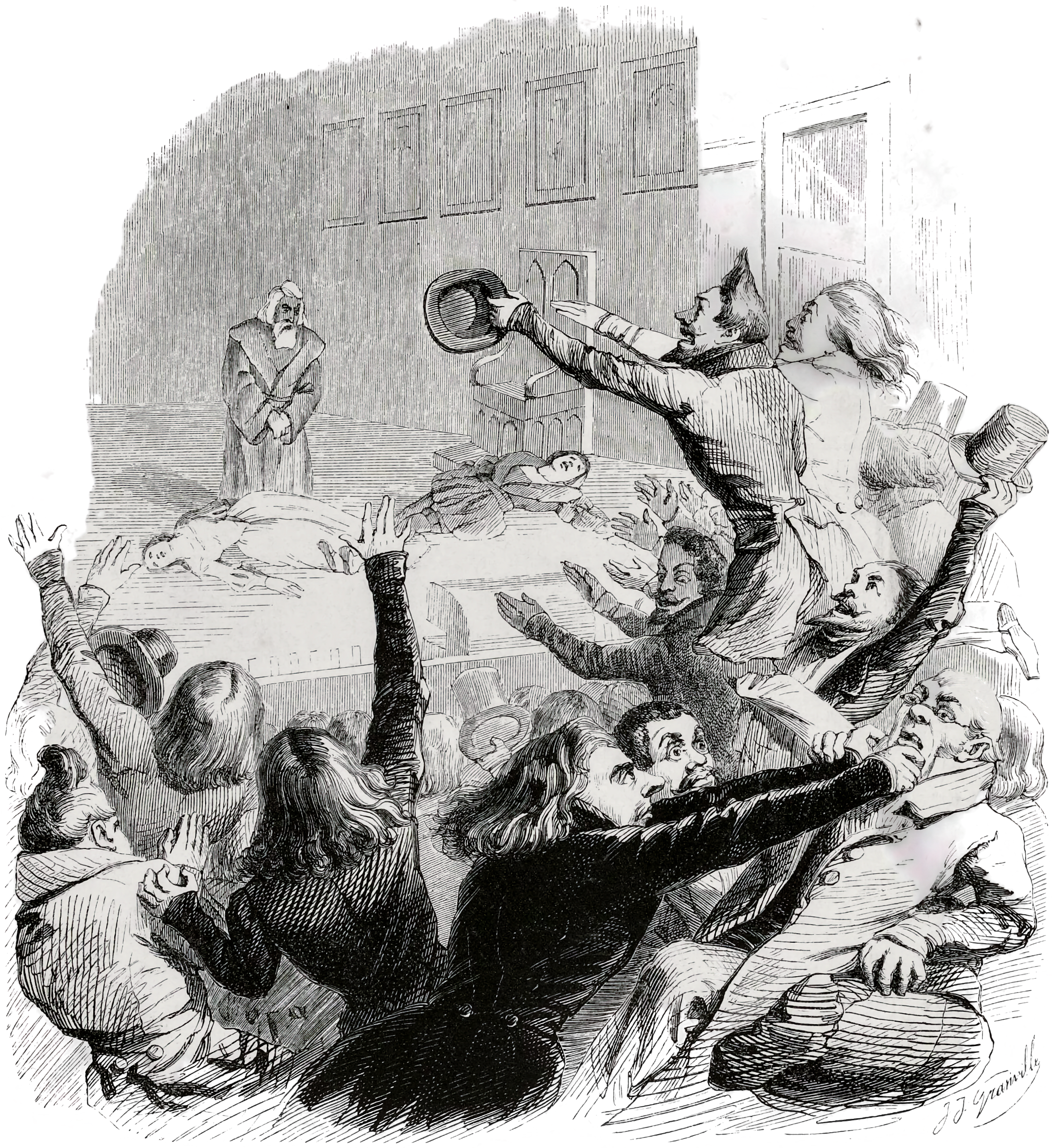
La bataille d'Hernani.

De retour à Paris, après un long séjour à Arenenberg, où elle a rencontré la reine Hortense, vers la fin de l’automne 1827, juste au moment où les dernières fresques ont été mises au Panthéon, elle est appelée à lire une collection de ses propres vers. Elle publie, en 1828, un nouveau recueil de vers, le Dernier Jour de Pompéi, suivi de poésies diverses, son poème du Retour, et la romance de la Pèlerine. Elle fréquente artistes et écrivains, le baron Gérard, Horace Vernet, Victor Schnetz ou Rességuier, Belmontet, Soulié, Latouche , Sainte-Beuve et surtout Balzac à qui elle sert d’informatrice avec ses anecdotes sur la Restauration:268. Elle fait des ouvertures à Auber pour un livret d’opéra. Le 25 février 1830, elle est présente à la première d’Hernani et remarquée des romantiques :

« Quand elle entra dans sa loge et se pencha pour regarder la salle, qui n’était pas la moins curieuse partie du spectacle, sa beauté — bellezza folgorante — suspendit un instant le tumulte et lui valut une triple salve d’applaudissements […] ses magnifiques cheveux blonds, noués sur le sommet de la tête en une large boucle selon la mode du temps, lui formaient une couronne de reine, et, vaporeusement crêpés, estompaient d’un brouillard d’or le contour de ses joues, dont nous ne saurions mieux comparer la teinte qu’à du marbre rose »

 Delphine sera désormais associée au triomphe et à la fortune de Victor Hugo. Le 1er avril 1830, elle est au bras de Lamartine quittant sa sa réception à l’Académie française:276. Le 11 juillet, la presse libérale publie, à l’annonce de la prise d'Alger, son poème la Prise d'Alger, Te Deum, qui contient trois strophes visant Bourmont. Les journaux libéraux annoncent le retrait de sa pension, en représailles, par le ministre de l’Intérieur. Les 15 et 25 décembre 1828, le Voleur, que vient de lancer le jeune patron de presse Émile de Girardin, annonce le recueil de vers de Delphine, le Dernier Jour de Pompéi, et en cite un fragment. Le 30 janvier 1829, un article élogieux de deux colonnes et demie accompagne une troisième citation. La plupart des noms qui signent les articles du Voleur gravitent dans l’entourage de Sophie Gay : Béranger, Vigny, Soumet, Émile Deschamps, Rességuier, Belmontet, Hugo, le comte Daru, Élisa Mercœur, Amable Tastu, Desbordes-Valmore, Dumas. Le 1er octobre 1829, dans son premier numéro, la Mode, dont les principuax collaborateurs seront Jules Janin, Eugène Sue, Auger, Rességuier, Soumet, Charles Nodier, Elzéar de Sabran, Millevoye, Casimir Delavigne, Gavarni, Hugo, Balzac, Lamartine, publie le Pêcheur de Sorrente, une romance inédite de Delphine, musique de Pauline Duchambge.

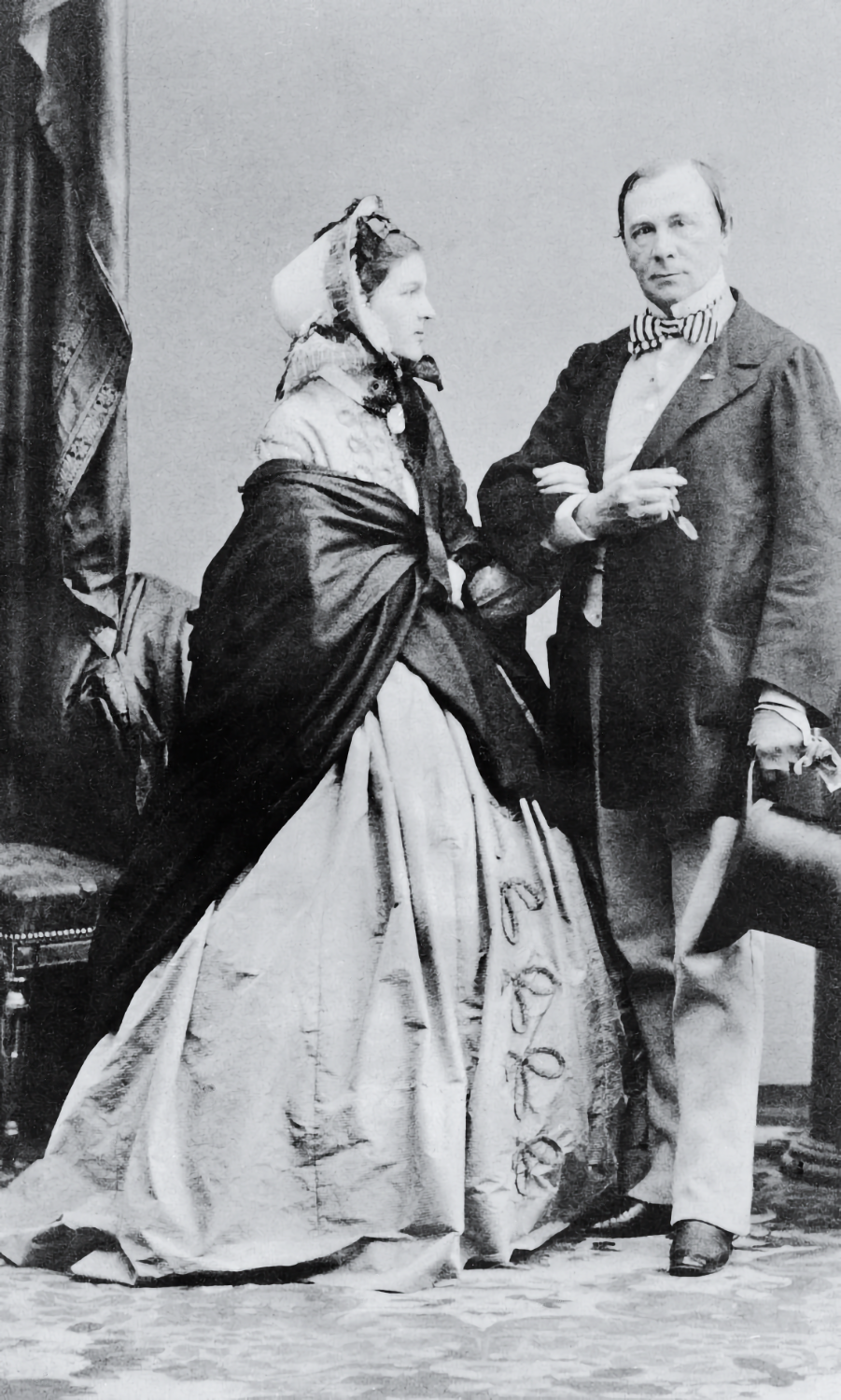
Le couple Girardin photographié par Eugène Disdéri.

Avec le début de la monarchie de Juillet, Delphine, à l’unisson des libéraux, écrit le poème du Serment, hommage aux trois Écoles, et le Momus de la Liberté, recueil national des meilleures pièces de vers et chansons composées depuis le 27 juillet 1830. Avec le vieillissement, ou la disparition, des amis de sa mère, la forme littéraire de Delphine commence à évoluer pour se rapprocher de la jeune génération. La réception de son œuvre poétique dans les milieux littéraires de la Restauration n’a pas reflété l’engouement suscité dans les salons par sa poésie, en particulier de circonstance (sur le sacre de Charles X, la prise d’Alger, etc.) a été négative . La publicité tapageuse de prodige que lui faisait sa mère les salons littéraires et mondains a également contribué à la désaffection dont sa poésie a fait l’objet. « La belle Delphine fait des vers qui ne lui font pas trouver un mari », s'écrivent ses amies derrière son dos:293.
Après la révolution de Juillet, Le Voleur, qui avait déjà été le premier à publier le poème de Delphine sur l’Expédition d’Alger, donne les Serments et, un peu après, le Pêcheur d’Islande. Son propriétaire, Émile de Girardin, a ajouté un nouveau journal, le Garde National, à la liste de ceux qu’il possède déjà. De passage à Paris, Lamartine remarque sa présence discrète, mais persistante, auprès de Delphine, et lui demande quel est cet inconnu. Elle lui répond et le consulte sur de vagues projets de mariage:315.
En 1831, Delphine compose, à Villiers, une élégie intitulée Mathilde, dont le sujet lui est fourni par la nouvelle Émile, de Girardin. Le 1er juin 1831, elle l’épouse à l'église Saint-Roch. En 1834, trois ans après son mariage, elle signe sa rupture avec la poésie avec le recueil Poésies diverses, qui contient « Napoline », la plus ambitieuse, pourtant appréciée de Gautier et Sainte-Beuve, mais également « Désenchantement » marquant le pessimisme qui l’atteint. Il a payé la corbeille de noces avec le produit de la vente de la Mode et du Voleur, puis placé les 30 000 liquides restants en annonces pour son nouveau journal, le Journal des connaissances utiles, qui aura un tirage de 125 000 exemplaires après 18 mois d'activités, et qui, un an après, lui rapporte, net de frais, un revenu de 200 000.

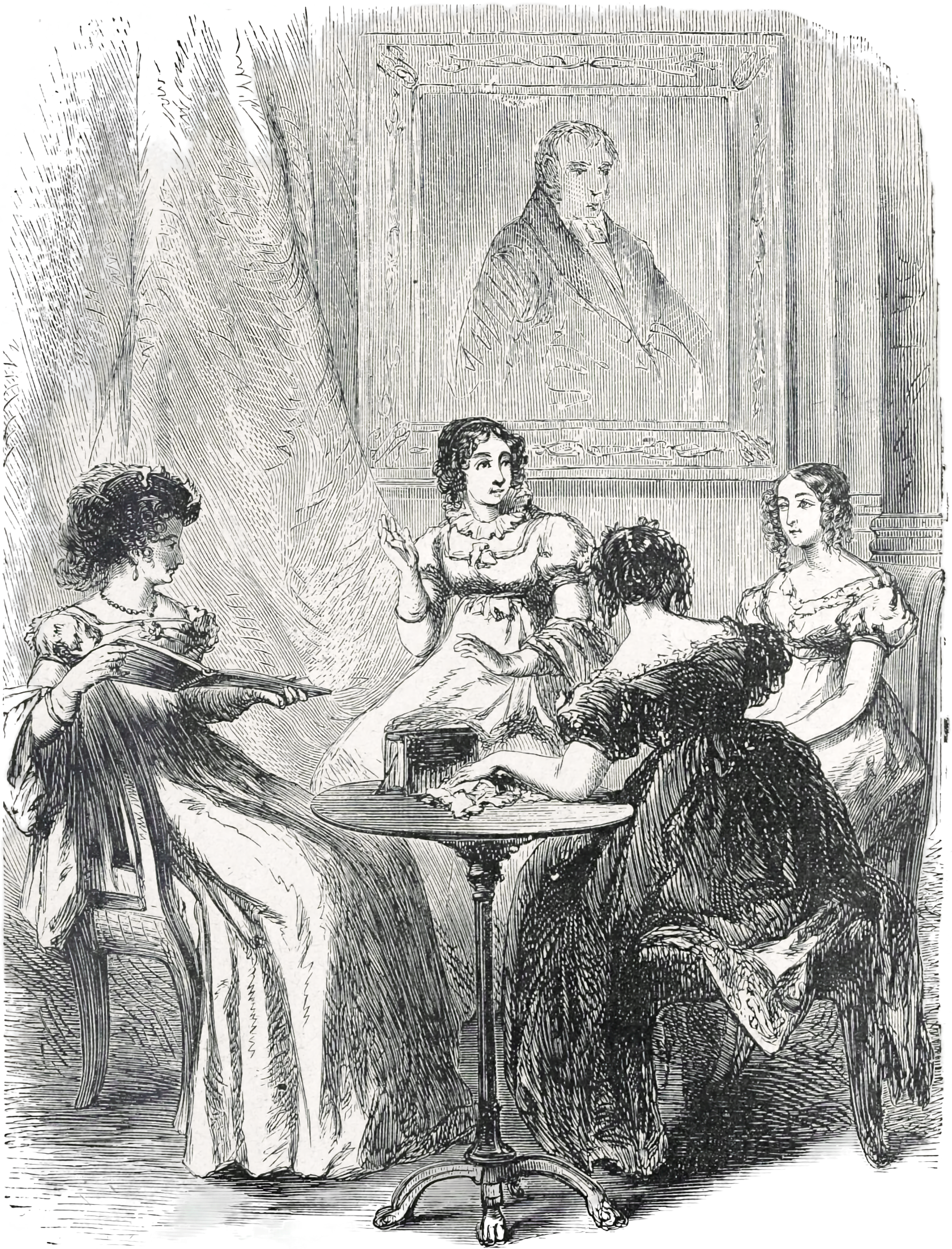
Le salon de Delphine de Girardin.

Le couple s’est installé dans un hôtel particulier au 10 rue Saint-Georges. Sitôt mariée, Delphine ouvre, le mercredi, son salon, régulièrement fréquenté, entre autres, par Théophile Gautier, Honoré de Balzac, Alfred de Musset, Victor Hugo, Laure Junot d'Abrantès, Marceline Desbordes-Valmore, Alphonse de Lamartine, Jules Janin, Jules Sandeau, Franz Liszt, Alexandre Dumas père, George Sand et Fortunée Hamelin ou Lautour-Mézeray, Eugène Sue, Alphonse Karr, Chassériau. Ce salon a constitué un vecteur d’influence considérable dans la société littéraire contemporaine. Être invité aux mercredis de Delphine de Girardin était un honneur, et il était recherché par quiconque voulait se faire connaitre. La liste des invités se lit comme un livre d’or de l’intelligence en France et en Europe au XIXe siècle.
Panthéon des illustrations françaises au 19e siècle comprenant un portrait, une biographie et un autographe de chacun des hommes les plus marquants, Victor Frond
Editor	
Publisher	.
En 1831, elle commence la première série de ses Contes d'une vieille
fille à ses neveux, qui connaitront de nombreuses rééditions. Son premier roman, le Lorgnon, date de 1832. L’année 1833 ne voit d’elle qu’une plaquette
de seize pages, Qu'on est heureux d'être curé, stances pastorales et, en 1834, elle donne un nouveau volume de vers, Napoline, poème en quatre chants,
suivi de poésies diverses. En avril 1835, elle publie un roman en deux volumes, le Marquis de Pontanges. Le 11 aout 1835, elle publie la complainte la Jeune Fille enterrée aux Invalides dans le Journal des Débats. Le ton de sa poésie a changé pour prendre un ton pessimiste et désillusionné en phase avec le romantisme ambiant comme avec sa vie personnelle.
En 1835, elle soutient sans succès son ami Hugo à l’Académie. L’année suivante, elle publie La Canne de Monsieur de Balzac. Le 1er juillet 1836, Girardin lance la Presse. Son union avec Girardin lui permet de mettre fin à sa carrière poétique et de réorienter sa création littéraire facilite sa transition vers le journalisme. Le jeudi 29 septembre 1836, elle publie son premier « Courrier de Paris », signé « le vicomte Charles de Launay », dans la Presse:44. Réinventée en journaliste, l’ex-« muse de la patrie » va publier, de 1836 à 1839, des chroniques spirituelles dans ce journal, sous le nom de plume de « Charles de Launay ». Le nom masculin de « Vicomte Charles Delaunay », « Charles de Launay », « Vicomte de Launay » lui a permis d’afficher une allégeance de façade au discours masculin dominant.
Ses chroniques, qui ont obtenu un grand succès, contiennent tout entières, semaine par semaine, l’histoire de Paris de 1836 à 1848, son époque avec ses mœurs, ses modes, ses ridicules, ses tics, ses façons de parler, ses engouements, ses folies, ses fêtes, ses bals, ses soirées intimes, ses commérages. Du dernier chapeau de chez Herbault au dernier discours de Guizot, du dernier bal de Tivoli à la dernière élection académique, de l’éclairage des boulevards à la construction des fortifications de Paris, chaque manifestation de la vie intellectuelle ou mondaine de son temps, est recensée. inégalée. Elle dépeindra, dans cette chronique, la société de son temps, pendant douze ans, ne s’interrompant que de la fin de 1841 à la fin de 1842, lorsqu’elle perd successivement sa sœur puis son frère:46.
Delphine de Girardin a écrit pour la presse du milieu du XIXe siècle plus longtemps que n’importe quelle autre femme. Elle est la femme-journaliste la plus imaginative et la plus autoréflexive de son époque et, malgré son apparente superficialité, l’une des écrivaines françaises les plus inventives du XIXe siècle. Dans ses chroniques, le « vicomte de Launay » sert les amis de Delphine de Girardin, défendant un drame de Dumas, soutenant l’élection d’Hugo à l’Académie, George Sand, Balzac, encourageant Théophile Gautier, Villemain, Latouche, etc. Amie de Molé et de Guizot, qui fréquentent son salon, elle affuble, en mars 1839, Thiers, qui complote pour dérober la Presse à son mari, du surnom de « Mirabeau-Mouche ».

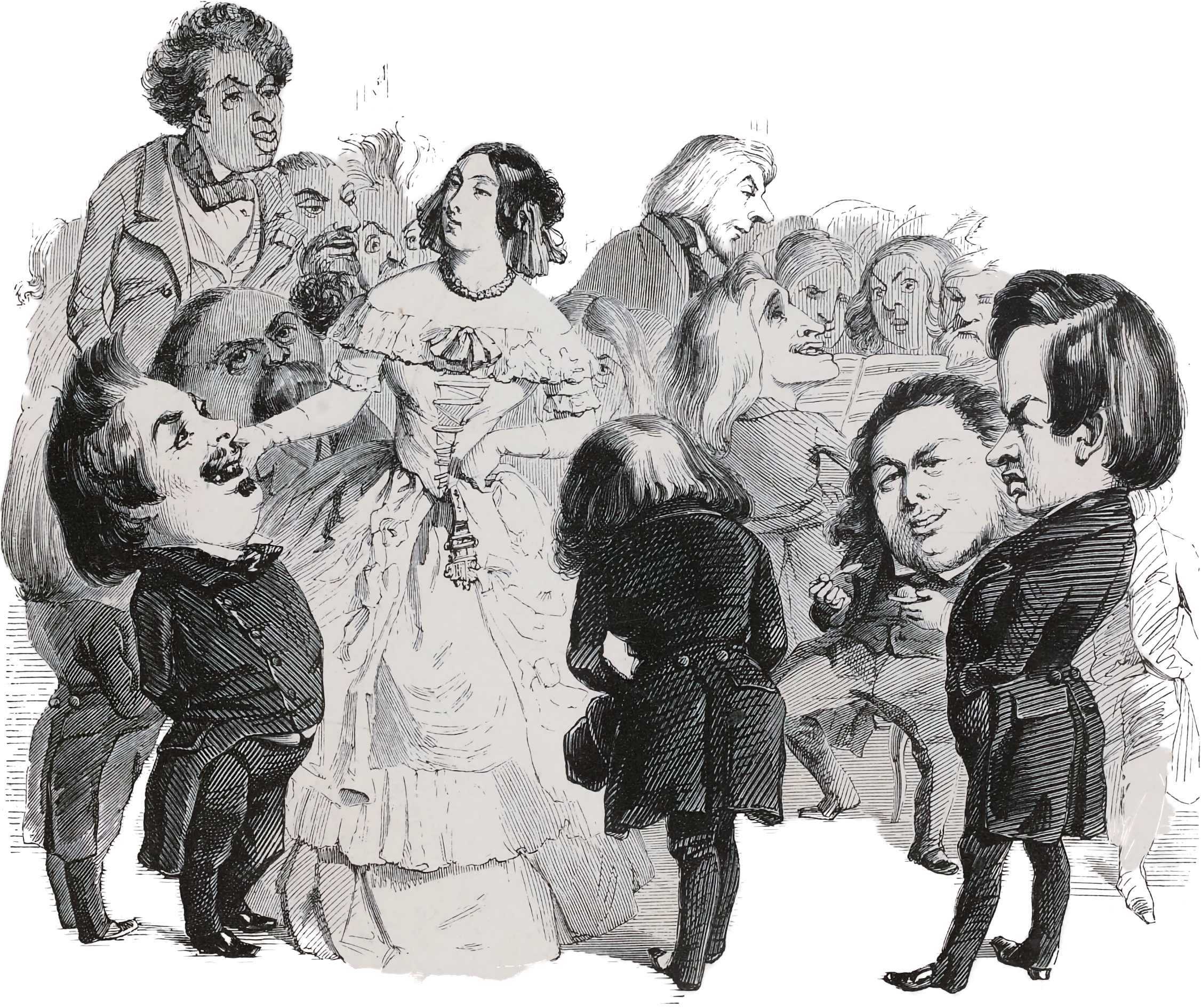
Thé artistique, assaisonné de grands hommes. « Et vous, Honoré, en voulez-vous une tasse ? »

Le 21 octobre 1839, au plus fort de la lutte de Girardin contre Thiers, Delphine dépose au Théâtre-Français le manuscrit d’une comédie en cinq actes et en vers intitulée l’École des journalistes. L’ouvrage est reçu à l’unanimité, mais ne sera jamais joué, ce qui contraint l’autrice à en faire, le 12 novembre 1839, une lecture dans son salon, devant 200 personnes:60. Présentée comme comédie d’un « genre nouveau », l’École des journalistes expose les rumeurs médisantes au sein d’un journal intitulé la Vérité, comme celle affirmant « à tort » que le ministre de l’Intérieur marie sa fille à l’ancien amant de sa femme, allusion transparente aux combines d’entrejambe de Thiers. Réduite à la publication en librairie, la pièce fait l’objet du feuilleton publicitaire de la Presse du 2 décembre 1839 au 28 février 1840. Cette ingénieuse manœuvre de son mari engage l’École des journalistes dans la médiatisation de la lutte contre la censure, remise en vigueur en France, par Louis-Philippe, en 1835. Balzac rapporte, dans sa Revue parisienne, que la pièce « a été étranglée par les muets du sérail… Ce qu’on permet à l’opposition contre la cour, on le défend comme un attentat contre la maison Thiers ! »
Le 24 avril 1843, elle fait représenter Judith, composée pour Rachel, récemment rencontrée et dont elle est devenue l’amie, mais l’accueil du public et de la critique est un échec. La pièce n’aura que neuf représentations. Retournant à la prose, elle écrit, en collaboration avec Gautier, Joseph Méry et Jules Sandeau, la Croix de Berny un roman par lettres, dont l’idée a germé au cours d’une conversation. Paru en feuilleton dans la Presse, à partir du 9 juillet 1845, ce roman a obtenu un énorme succès de librairie et connu de nombreuses rééditions. En 1841, une lecture de Rachel d’une scène d’Athalie à l’Abbaye-aux-Bois, donne à Delphine l’idée d’une pièce sur Cléopâtre. Représentée en novembre 1847, toujours avec Rachel dans le rôle-titre, Cléopâtre est de beaucoup supérieure à Judith. Le public et la critique applaudissent, mais les représentations cessent après la treizième. Elle fera l'objet d’une reprise, en 1848.

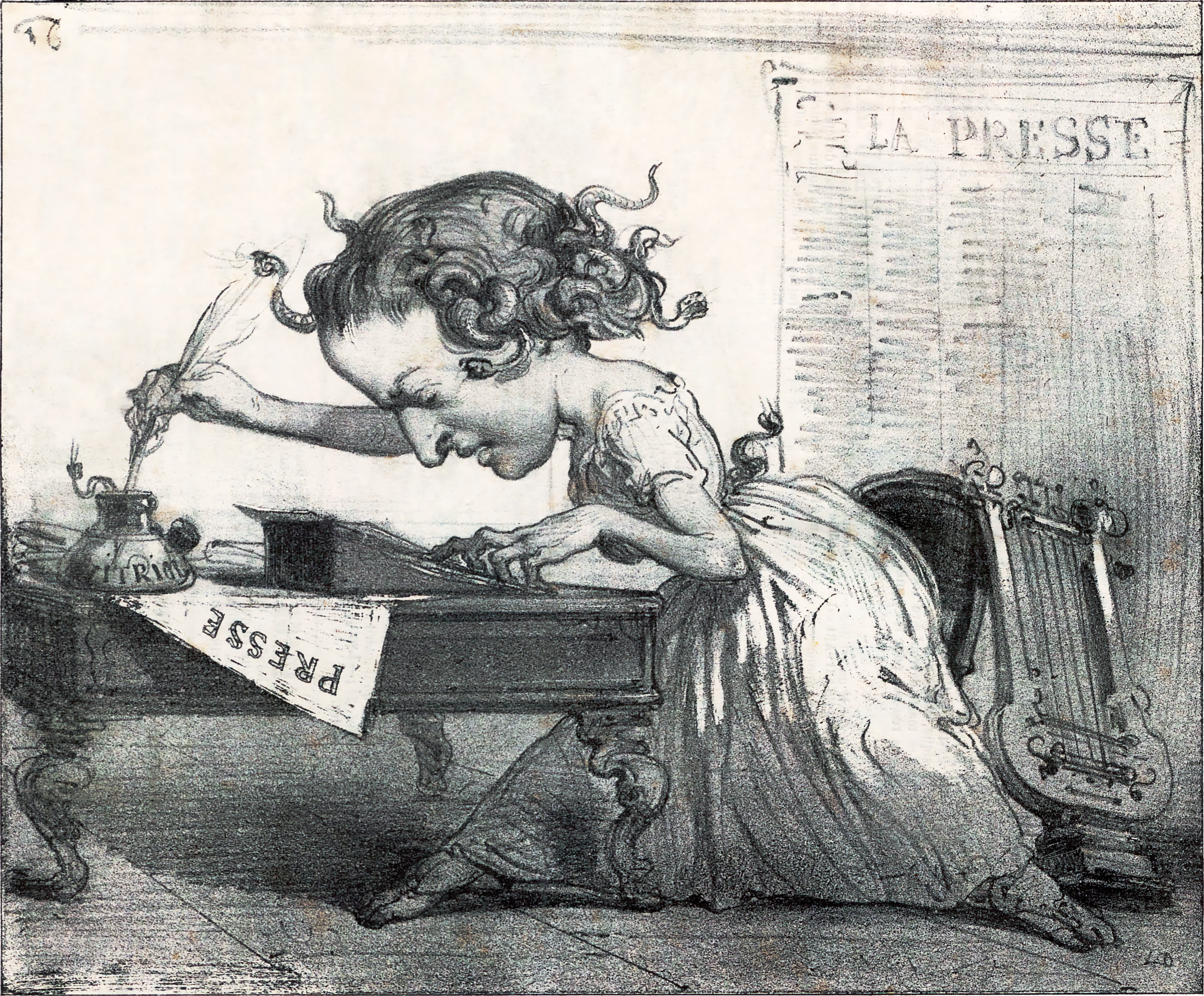
Caricature dans le Charivari du 15 décembre 1848 de Delphine Gay en Méduse écrivant dans la Presse.

Lorsque survient la révolution de 1848, elle en est, pour ainsi dire, au première loges, puisque c’est son mari qui a rédigé l’acte d’application qu’il soumet à Louis-Philippe. Comme il dit qu’il faut faire bonne contenance, qu’il faut tenir maison, elle donne l’exemple en envoyant des invitations pour une grande soirée, le 5 mars. Lorsque Ledru-Rollin offre la direction des Postes à son mari, elle répond qu’il « sera ministre, ou ne sera rien ». Ce sera rien. Le 3 mai, elle attaque violemment la Gouvernement provisoire, l’accusant de faire de la nouvelle République, qu’ils veulent loger aux Tuileries, « une parodie monarchique, un envers de la royauté:1 », mais surtout d’avoir accordé aux seuls hommes le suffrage universel récemment restauré:2.
Dans sa Lettre parisienne du 3 septembre, elle revient à la charge, n’épargnant même pas son ami Lamartine. La censure a d’ailleurs si profondément expurgé cet article que Delphine renonce à en écrire d’autres, mais elle se rattrape après le vote du 23 novembre, qui exonère Cavaignac de l’accusation d’avoir laissé grandir à dessein l’insurrection, pour se ménager un rôle plus important dans la répression. Delphine lance ses strophes intitulées 1846. 24 juin et 14 novembre, où elle accuse avec virulence Cavaignac d’être le seul auteur de la lutte sanglante. Ces vers paraissent dans la Presse.

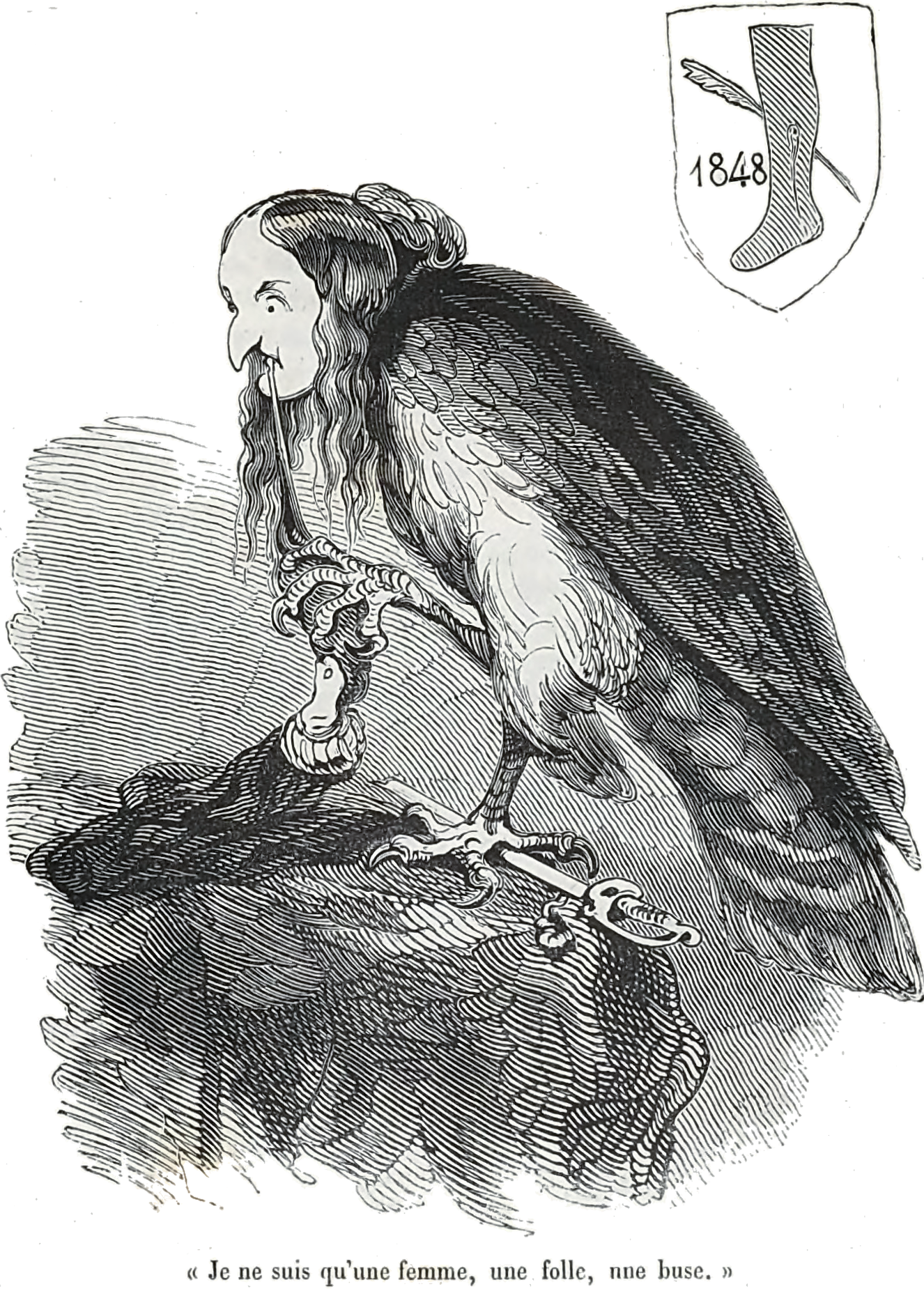
Caricature dans la Revue comique représentant Delphine Gay en buse.

La riposte des partisans de Cavaignac ne tarde pas. Les pamphlets, les quolibets, les caricatures pleuvent de toute part. Un quatrain anonyme la qualifie de « Mégère aux larges flancs ». La Revue comique publie la caricature d’une buse déchiquetant de la bouche et des serres une épaulette de général. Un écusson affiche un un bas bleu traversant une plume d'oie, tandis que la légende parodie un vers de Delphine : « Je ne suis qu'une femme, une folle, une buse. » Une caricature de Daumier dans le Charivari joue également le statut de Muse de Delphine en la représentant en Méduse aux cheveux de serpents emblématique la puissance féminine incontrôlée. Elle trempe sa plume dans un encrier où est écrit : « Vitriol », posé sur la Presse, ayant laissé sa lyre derrière elle.
Après les élections, qui voient Cavaignac et Lamartine battus à plate couture, Delphine renonce à sa collaboration à la presse se consacre uniquement au théâtre. Elle voit constamment Rachel. Le 1er mai 1851, elle donne à la Comédie-Française un acte en vers : C'est la faute du mari. Lors du coup d’État de Napoléon, son mari dit d’elle à Hugo : « Mme de Girardin est aussi rouge que vous. Elle est indignée, et elle dit comme vous : ce bandit ! » Bien que grande amie du prince Napoléon, Delphine ne se ralliera jamais à l’Empire:238.
Le 8 février 1853, elle donne à la Comédie-Française, une grande comédie en cinq actes intitulée La Prude ou Lady Tartuffe, avec Rachel dans le rôle de Madame de Blossac. Le succès est modeste, avec vingt-sept représentations . Le Blackwood’s Magazine publie néanmoins une longue étude, fort bienveillante, prédisant que la pièce, bien jouée dans les trois principaux rôles, obtiendrait sûrement un gros succès au Saint James's Theatre. La première représentation à Londres, qui a lieu le 15 juin 1853, confirme ce pronostic. Depuis dix ans qu’elle vient à Londres, Rachel n’a jamais rien vu de tel. De Londres, la tournée continue, triomphale, par toute l’Europe:256.

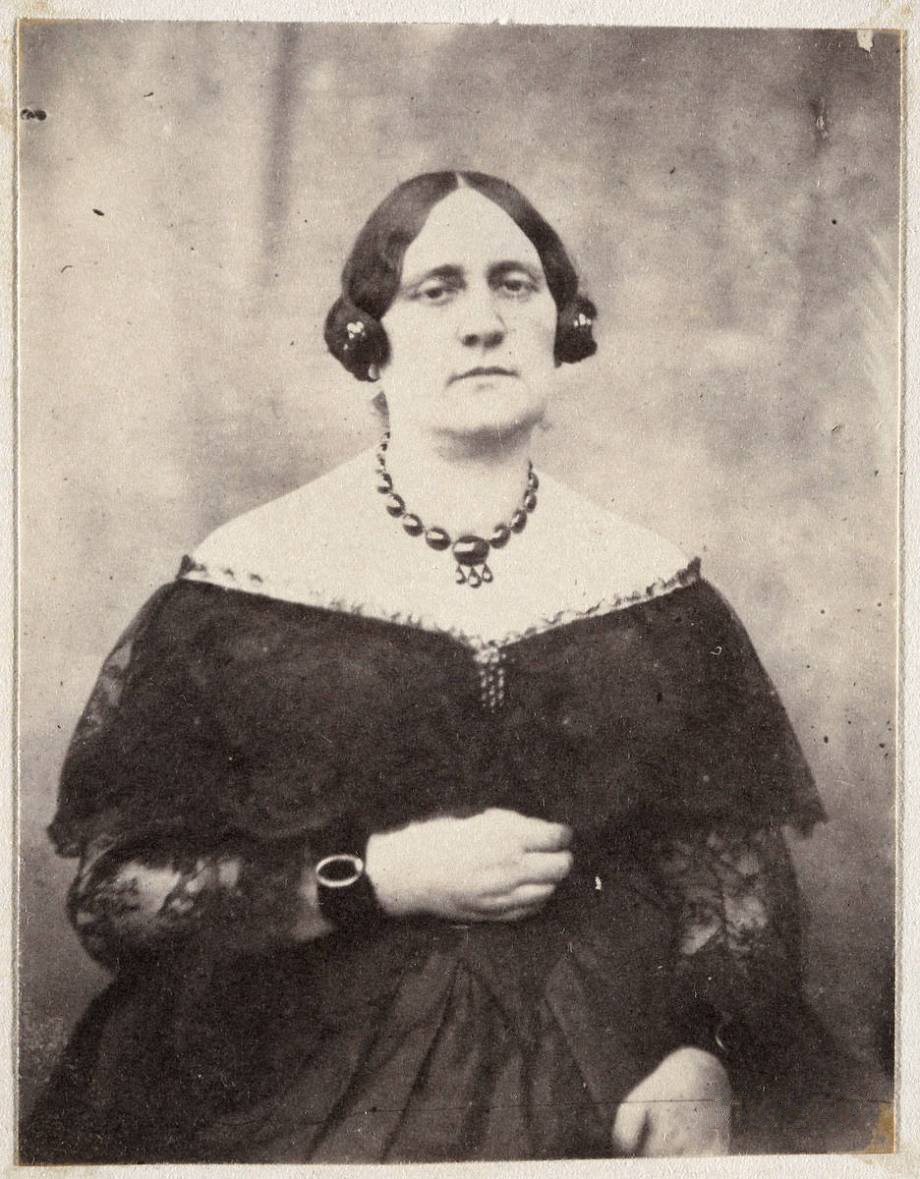
Delphine de Girardin en 1853.

En 1853, les tables tournantes connaissent une grande vogue dans les salons de Paris. Delphine se passionne pour ce nouveau jeu. Balzac lui a communiqué, dans les années 1840, le gout des choses de l’au-delà auquel elle se livrera avec passion dans les derniers temps de sa vie. Le 8 septembre 1853, elle débarque à Jersey, apportant, à Marine Terrace, sa grande préoccupation qui la hante. Après le diner, à peine au dessert, elle avise, dans le parloir, un guéridon carré, et l’interroge. Il ne répond pas. Le lendemain, elle achète dans un magasin de jouets d’enfants un guéridon rond monté sur un pied terminé par trois griffes, et n’obtient pas un meilleur résultat. Le soir du 11 septembre, les esprits répondent enfin. Le 16 septembre, elle quitte ses amis, et retourne à Paris, où elle continue à s'adonner avec ferveur au spiritisme:265. 
À la même époque, elle donne, à la Comédie-Française, le 25 février 1854, La joie fait peur, adaptée d’une nouvelle publiée l’année précédente. Initialement en trois actes avec un rôle pour Rachel, La joie fait peur élégie dramatique intense abondant en larmes et en sanglots, est réduite en un acte pour la représentation, et le succès est au rendez-vous. Comme pour prouver la souplesse et la virtuosité de son talent, elle fait jouer, la même année, un vaudeville hilarant, le 16 décembre 1854, le Chapeau d'un horloger, au Gymnase, ses deux meilleures pièces.
Elles et en plein rayonnement lorsqu’en juin 1855, la nouvelle circule dans Paris qu’elle est malade. Souffrant de ce qui sera diagnostiqué comme un cancer de l’estomac,, son état physique se dégrade rapidement. Inhumée, le 2 juillet 1855, à l’issue d’obsèques à l’église de Chaillot, Jules Janin prononce un discours, devant une très nombreuse assistance, au cimetière Montmartre, où Émile de Girardin fait préparer, le 17 avril 1874, une tombe d’attente, à côté de sa tombe, qui sera la sienne:284.

## Œuvres

### Poésie
- Le Dévouement des médecins français et des sœurs de Sainte-Catherine dans la peste de Barcelone, poème, Paris, Ambroise Tardieu, 1822, 16 p., in-8º (lire en ligne sur Gallica).
- Essais poétiques, recueil, Paris, Gaultier-Laguionie, 1824, 116 p., in-8º (lire en ligne sur Gallica).
- Nouveaux Essais poétiques, recueil, Urbain Canel, Paris, 1825.
- Hymne à Sainte Geneviève, poème, Paris, Urbain Canel, P. Dupont, 1825, 15 p., in-8º (lire en ligne sur Gallica).
- La Vision, poème, Paris, Urbain Canel, 1825, XII, in-8º (lire en ligne sur Gallica).
- Le Dernier Jour de Pompéi, poème, Paris, P. Dupont, 1828, 197 p., in-12 (lire en ligne sur Gallica).
- Napoline, poème, Paris, Charles Gosselin, 1834, 332 p., in-8º (lire en ligne sur Gallica).

### Œuvre narrative
- Contes d'une vieille fille à ses neveux, recueil, Charles Gosselin, Paris, 1832.
  - Contes d’une vieille fille à ses neveux, Paris, Plon, 1860   (Wikisource).
- Le Lorgnon, nouvelle, Paris, Charles Gosselin, 1832 (lire en ligne sur Gallica).
  - Le Lorgnon, Paris, Plon, 1861   (Wikisource).
- Monsieur le Marquis de Pontanges, roman, Paris, Dumont, 1835 (lire en ligne sur Gallica).
  - Monsieur le Marquis de Pontanges, Paris, Plon, 1861   (Wikisource).
- La Canne de M. de Balzac, roman, Paris, Dumont, 1836, viii-368 p., in-8º (lire en ligne sur Gallica).
  - La Canne de Monsieur de Balzac, Paris, Michel Lévy, 1867   (Wikisource).
- Il ne faut pas jouer avec la douleur, nouvelle, Paris, Michel Lévy frères, 1855, 151 p., in-16 (lire en ligne sur Gallica).
  - Il ne faut pas jouer avec la douleur, Paris, Plon, 1860   (Wikisource).
- Marguerite, ou Deux amours, nouvelle, Paris, Serrière, 1854, 72 p., in-4º (lire en ligne sur Gallica).
  - Marguerite, ou Deux Amours, Paris, Plon, 1860   (Wikisource).
- Théophile Gautier, Delphine de Girardin, Joseph Méry et Jules Sandeau, La Croix de Berny, roman steeple-chase, Paris, Librairie nouvelle, 1855, 316 p., in-8º (lire en ligne sur Gallica)
  - La Croix de Berny, Paris, Librairie nouvelle, 1855   (Wikisource).

### Chroniques
- Courrier de Paris, chronique hebdomadaire publiée dans La Presse, sous le pseudonyme du Vicomte Charles de Launay, 1836-1848.
- Lettres Parisiennes (1836-1839), recueil rassemblant les chroniques du Courrier de Paris, signé madame Emile de Girardin, Paris, Charpentier, 1843, 432 p., in-18 (lire en ligne sur Gallica).
  - Lettres parisiennes, Paris, Plon, 1860   (Wikisource).
- Le Vicomte de Launay, Correspondance parisienne (1840-1848), deuxième recueil, Michel Lévy, Paris, 1853.

### Théâtre
- avec Jean Joseph Ader, L’Achille de Normandie : ouLe Conscrit réfractaire, vaudeville, théâtre Saint-Antoine, Paris, 1838 (présentation en ligne).
- L'École des journalistes, comédie, Paris, Dumont, 1839, xiv-186, in-8º (lire en ligne sur Gallica). — Reçue à la Comédie Française puis censurée.
- Judith, tragédie en 3 actes, Comédie Française, 24 avril 1843, Paris, Plon, 1843, 47 p., in-8º (lire en ligne sur Gallica).
- Cléopâtre, tragédie en cinq actes, en vers, Comédie Française, Paris, Dondey-Dupré, 1847, 80 p., in-18 (lire en ligne sur Gallica).
- C'est la faute du mari, comédie, Comédie Française, 1851 (autres titres : L'Amour après le mariage, ou Les bons maris font les bonnes femmes)[35].
- Lady Tartuffe, ou La Prude, comédie, Comédie Française, 1853.
- La joie fait peur, comédie, Comédie Française, 1854 (lire en ligne sur Gallica).
- Le Chapeau d'un horloger, comédie, Théâtre du Gymnase, 1854.
- Une femme qui déteste son mari, comédie, Théâtre du Gymnase, 1856 (posthume).

### Œuvres complètes
- Œuvres complètes de madame Émile de Girardin, née Delphine Gay, Paris, Henri Plon, 6 tomes, 1860-1861 (posthume).